# 23783 Alyssachan
23783 Alyssachan este un asteroid din centura principală de asteroizi.

## Descriere
23783 Alyssachan este un asteroid din centura principală de asteroizi. A fost descoperit pe 17 august 1998 la Socorro, New Mexico, în cadrul proiectului LINEAR. Asteroidul prezintă o orbită caracterizată de o semiaxă mare de 2,35 ua, o excentricitate de 0,07 și o înclinație de 6,1° în raport cu ecliptica.